# Nazionale maschile di pallanuoto della Slovacchia
La nazionale di pallanuoto maschile della Slovacchia (Slovenské národné vodnopólové družstvo mužov) è la rappresentativa slovacca di pallanuoto nelle competizioni internazionali. Fa capo alla Slovenský Zväz Vodného Póla, federazione che sovrintende la sola pallanuoto.

## Storia
Compete dal 1993, anno della indipendenza dopo lo scioglimento della Cecoslovacchia. Non è una nazionale di primo piano nel panorama internazionale; il suo miglior risultato è, infatti, un ottavo posto nel Mondiale 2003.

## Risultati
Olimpiadi
- 2000 12º

Mondiali
- 1998 10º
- 2001 11º
- 2003 8º

Europei
- 1993 10º
- 1997 8º
- 1999 10º
- 2001 8º
- 2003 7º
- 2006 11º
- 2008 12º
- 2016 13º
- 2018 14º
- 2020 14º
- 2022 15º
- 2024 13º

## Formazioni

### Olimpiadi
Giochi olimpici - Sydney 2000Nagy • Gyurcsi • Hrošík • Zaťovič • Bačo • Mravík • Gogola • Cipov • Nižný • Veszelits • Káid • Charin • Gergely, CT: -

## Rosa attuale
Convocati per gli Europei di Belgrado 2016. Sono riportate le squadre di militanza di ciascun giocatore nel momento dell'inizio della manifestazione.
| N° | Nome             | Ruolo | Data di nascita  | Squadra           |
| -- | ---------------- | ----- | ---------------- | ----------------- |
|    | Lukáš Ďurík      | CV    | 2 dicembre 1992  | Barcellona        |
|    | Martin Faměra    | CB    | 4 novembre 1988  | Barceloneta       |
|    | Martin Kolárik   | A     | 18 marzo 1986    | ČH Hornets Košice |
|    | Kristián Polovic | A     | 19 marzo 1992    | Kaposvari         |
|    | Michal Gogola    | P     | 30 maggio 1980   | NCHZ Nováky       |
|    | Maroš Tkáč       | A     | 13 luglio 1996   | NCHZ Nováky       |
|    | Juraj Zaťovič    | CB    | 22 ottobre 1982  | NCHZ Nováky       |
|    | Lukas Kozmer     | P     | 6 dicembre 1993  | Olympic Nice      |
|    | Samuel Baláž     | CB    | 5 gennaio 1994   | St-Jean-d'Angély  |
|    | Tomáš Brúder     | CB    | 7 settembre 1979 | Sant Andreu       |
|    | Tomáš Bielik     | A     | 19 novembre 1993 | Slávia Bratislava |
|    | Jozef Hrošík     | A     | 26 marzo 1981    | ŠKP Košice        |
|    | Lukáš Seman      | CV    | 6 ottobre 1987   | Szeged            |